# 聖羅斯學院
聖羅斯學院（英語：The College of Saint Rose）是位於美國紐約州奧爾巴尼的一所四年制天主教女子私立學院，由修女聖約瑟夫在1920年所建立的，直到1969～1970年才開始招收男學生。在這之後，這間學院允許一般的信徒（非神職人員）加入董事會和由修女聖約瑟夫贊助的獨立學校。這間學院的位置座落在美國紐約州奧爾巴尼派恩希爾。在2019年以前，這間學院還有4千位學生，之後學生人數逐年遞減。2024年5月，該校倒閉。

## 學術
- 根據美國新聞與世界報導，聖羅斯學院的社會工作科系排名在第304名[5]。

## 校刊
- 聖羅斯學院定期出版名為"聖羅斯雜誌"的校刊[6]。

## 校友
- 瑪麗·戴莉
- 吉米·法倫

## 相關新聞
- 阿古托在2017年畢業於聖羅斯學院，畢業後因對母校不滿，帶著測試硬體防電流暴衝的USB回到母校摧毀電腦，造成校方損失而被逮捕[7]。

## 外部連結
- 聖羅斯學院官方網站

## 資料來源
1. ↑  2025 American Council on Education.
2. ↑  U.S.Department of Education
3. ↑  College of Saint Rose receives $1.2 million donation
4. ↑  Albany, NY's College of Saint Rose to close in May
5. ↑  U.S.News  College of St. Rose
6. ↑  issuu The College of Saint Rose
7. ↑  三立新聞 印籍畢業生返校手賤！用「USB殺手」　一天毀66台電腦